# 幸神神社のシダレアカシデ

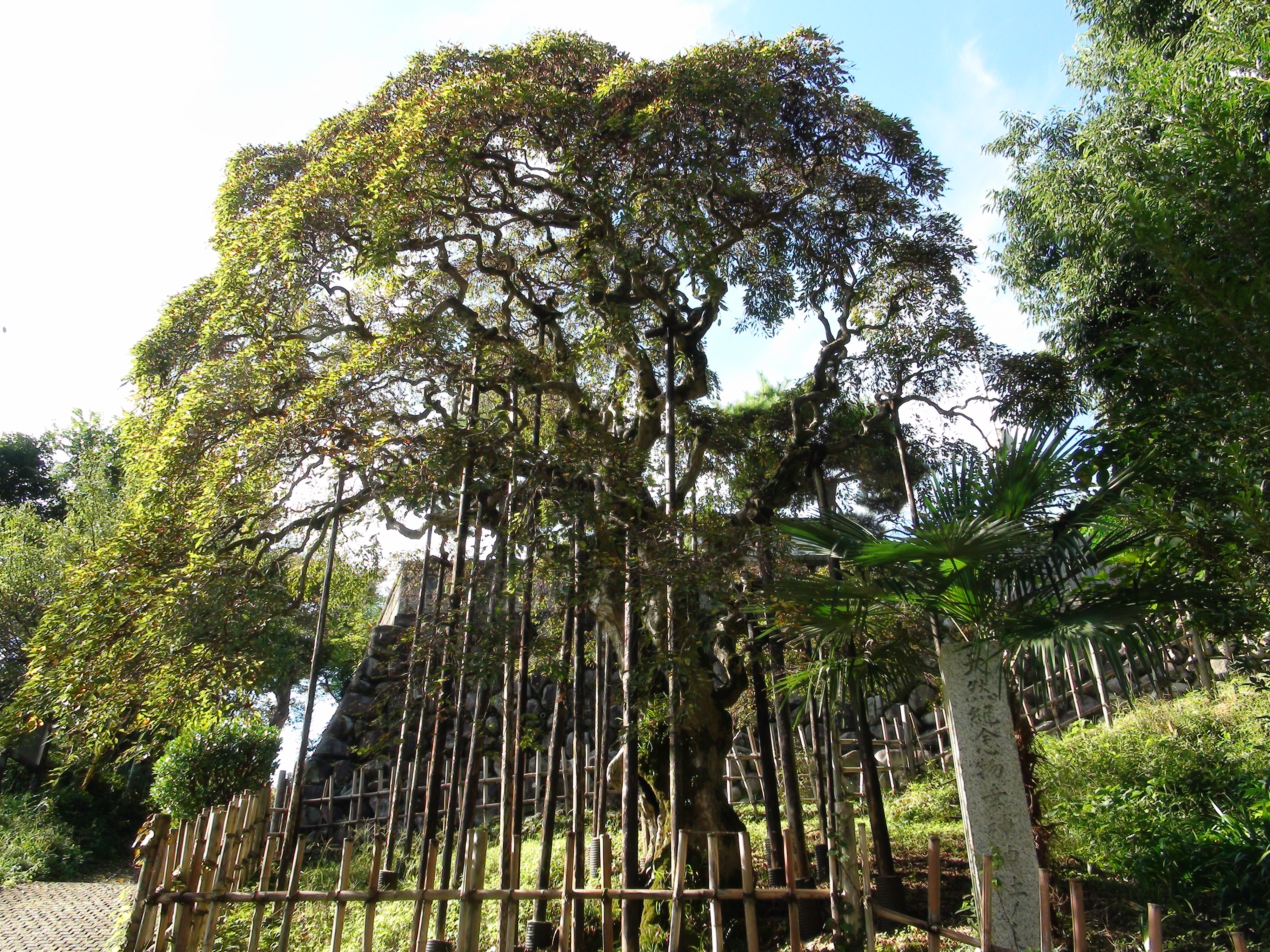
幸神神社のシダレアカシデ

幸神神社のシダレアカシデ（さじかみじんじゃのシダレアカシデ）は、東京都西多摩郡日の出町大久野の幸神神社境内に生育するシダレアカシデの古木である。推定の樹齢は通説では700年といわれ、1942年（昭和17年）に国の天然記念物に指定された。カバノキ科の植物としては2013年（平成25年）9月現在の時点で唯一の国指定天然記念物であり、枝がしだれるアカシデはこの木が日本でただ1本のものとされる。近年になって樹勢の衰えが問題視されたため、日の出町では平成20年度から平成22年度の3か年の間に国庫補助事業として樹勢回復調査を実施した。日の出町教育委員会は、2011年（平成23年）に樹勢回復調査報告書を発行している。

## 由来
幸神神社は、1335年（建武2年）の創建といわれる。山城国の出雲路幸神社を勧請して、「幸神大神」と称したといい、室町時代の文安年間から戦国時代に入った永禄年間（1444年-1570年）の頃に社殿が再建され、明治2年（1869年）に「幸神神社」の名称となった。
参道への入り口付近の斜面に、1本のアカシデの木が生育している。アカシデを含むシデ類は、雑木林を構成する平凡な樹木である。アカシデは高木に属し樹高が25メートルにも及ぶことがあるが、この木は著しい矮性を示し、丸い樹冠はお椀をかぶせたような形状である。
アカシデはカバノキ科クマシデ属の木で春の芽吹きの時期に赤色を呈すためこの名で呼ばれ、別名（地方名）を「シデノキ」、「ソロ」、「ソロノキ」、「コソネ」ともいう。この木は通常のアカシデとは異なり、太い枝も小枝も根元からよじれて螺旋状になっていてこんもりとした丸い樹冠を形作りながらも枝先が地面近くまでしだれた状態になり、樹形はよく整って春先の新芽の時期や秋の紅葉、冬枯れですっかり葉を落とした姿など、それぞれに見ごたえがある。この木が幸神神社の境内に植えられた経緯については、山城国から勧請された際に同時に移植されたという伝承と、付近の住民が明治時代に山中でしだれ性のアカシデの小木を発見して持ち帰り、境内に植えたという2つの説がある。

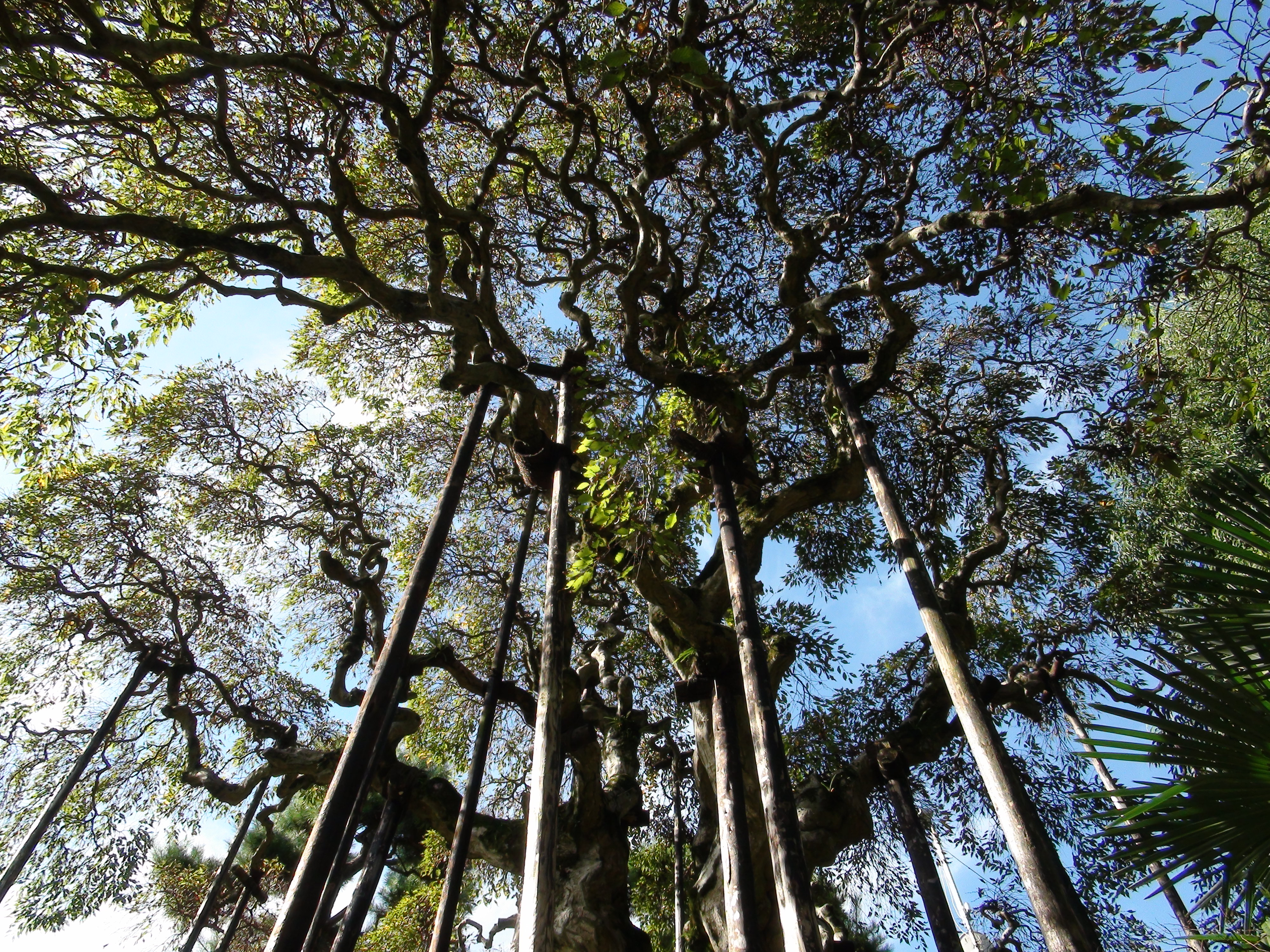
枝垂れた枝

樹齢は推定で700年といわれ、これは山城国からの移植説に基づく。ただし、この説には明確な根拠がない上、アカシデなどのシデ類全体ではこのように長寿を保つ個体が見つかっていないため、700年という数値に疑問がもたれた。そのため日の出町の樹勢回復調査検討委員会は、天然記念物指定前の1939年（昭和14年）と、71年後の2010年（平成22年）に計測した目通り幹周と直径から肥大成長量と平均年輪幅を計算した。1939年（昭和14年）の時点では、目通り幹周は135センチメートル（直径430ミリメートル）、71年後の2010年（平成22年）になると、目通り幹周は198センチメートル（直径630ミリメートル）に成長していた。樹木の場合は老齢の木より若い木の方が年輪幅が広いのが通常であるが、シダレアカシデの場合は成長速度が遅いことが想定された。また、この木の枯れた大枝の年輪などを調査したところ、年輪数は約150年と推定された。この大枝が分岐する高さまで成長する年数や分岐後に断面まで伸びるために必要な年数を足してみると、約180年の樹齢と推測された。以上を勘案して、樹勢回復調査検討委員会は報告書で樹齢を「180年-200年の間」であろうと記述している。
1939年（昭和14年）8月28日、大久野村役場（当時）は史蹟名勝天然紀念物保存法（当時）に基づいて「天然紀念物指定申請書」を文部省宛てに提出した。その時の申請書では名称を「枝垂そろ」とし、「全国無二ノ名木ノミナラズ且枝垂トシテハ巨樹ナルヲ以テ有益ナル郷土教育資料タリト信ズ（後略）」という文面で、幸神神社の宮司と氏子の総代人5名の計6名が連名で提出していた。この申請に対して1942年（昭和17年）8月10日、東京府学務部長名での文書が回付され、「官報7月21日文部省告示第543号ヲ以テ文部大臣指定（後略）」と通知された。この文書には、「根元周囲一．七四メートル、樹高約四．五メートル、あかしでノ完全ナル枝垂トナレルモノニシテ姿態最モ優雅ナリ」との説明文が付されていた。
1939年（昭和14年）の申請時は、樹高約4.5メートル、根元周囲は約1.74メートルあり、根元から約0.9メートルの地点で3つの支幹に分岐してその直下の周囲は約1.35メートルを測った。枝張りは東に約2.70メートル、西に約2.00メートル、南に約2.60メートル、北に約2.40メートルあった。1984年（昭和59年）発行の『日本の天然記念物5 植物III』では、樹高5メートル、根周り約1.9メートル、目通りのこぶの部分は周囲2.1メートル、その下が約1.7メートル、椀状になった樹冠は径5メートルと4メートルと記載されていた。1990年（平成2年）12月の調査では、樹高約6メートル、枝張りは約7メートルであった。

## 樹勢回復調査の実施

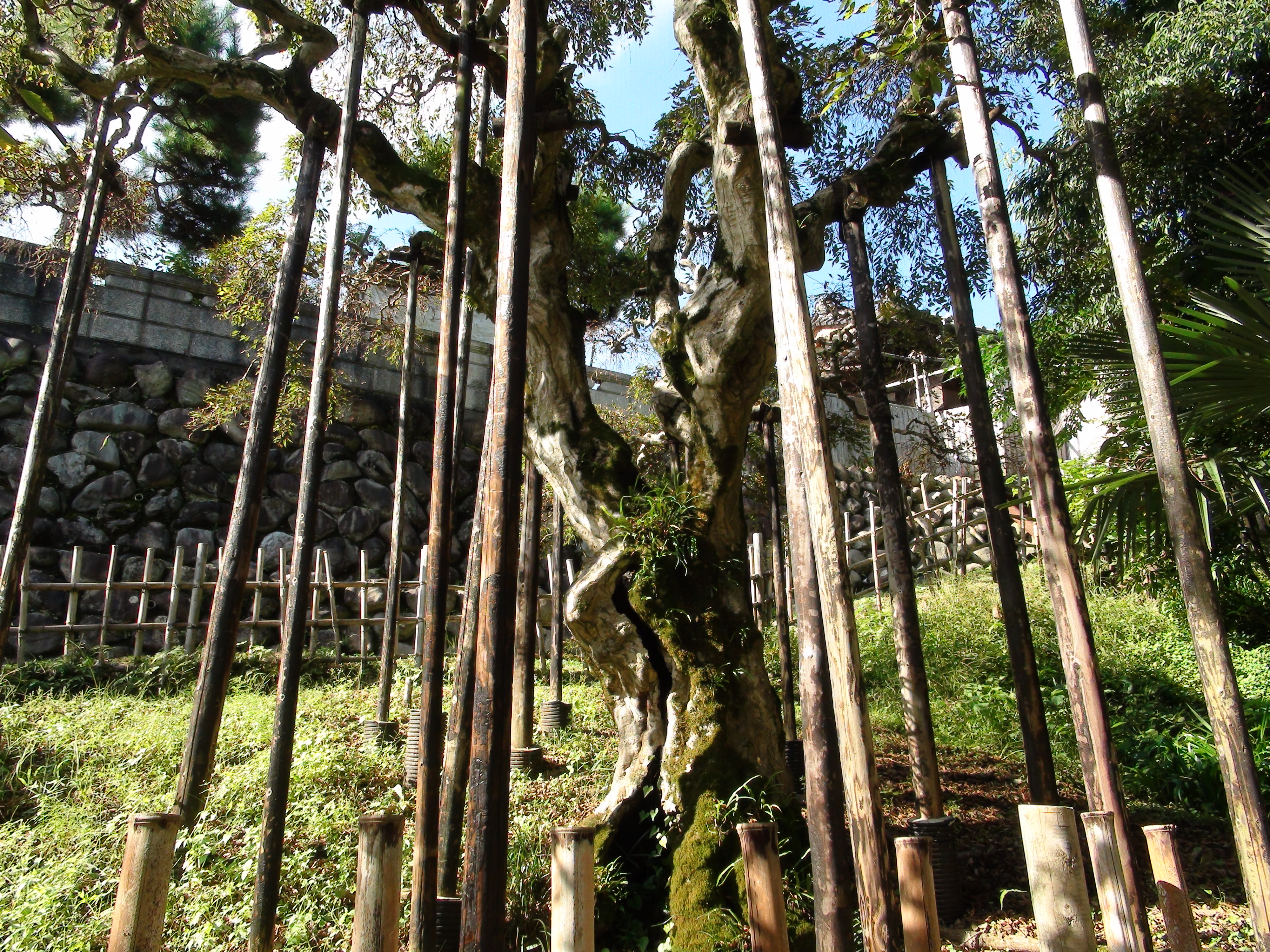
支柱で保護されている

1970年（昭和45年）当時の写真では、この木の枝は北側を除くすべての方向で地面に達するほどにしだれ、その長さも1メートル以上になっていた。樹勢は旺盛で枯れ枝も見えず、よく茂って枝垂れた葉に隠れて樹冠が見えなくなるほどであった。しかし、1986年（昭和61年）の写真記録ではしだれの長さが半減して枯れ枝が目立つようになり、とりわけ北東側と西側で枝の脱落が目立って樹冠に大きくすき間が形成されているなど、樹勢の衰えは明らかになっていた。このため1991年（平成3年）4月から、樹木医が継続して点検管理を行うことになった。点検の内容は新枝の伸長量、枝葉の密度、葉の大きさ、枯れ枝の発生、病虫害の発生の6項目であり、点検時にはスミチオン200倍液を散布した。
この点検の結果から、枝葉の密度、枝の伸長、葉の色などから樹勢は全般的にやや不良であるが、ひどく衰退した状況ではないと判断された。しかし、平成18年度には枝枯れの規模が拡大し大枝の枯損の兆候が表れ、平成19年度には大枝の枯死が確認された。そのため日の出町は平成20年度天然記念物「緊急調査」国庫補助事業の申請を行い、樹勢衰退の原因特定に関する調査と樹勢回復対策を取ることになった。
樹木医学会監事の堀大才を座長とし、腐朽菌類分野や樹木病害分野、穿孔虫害分野、遺伝子保存分野の専門家や日の出町の文化財保護審議会のメンバーを加え、オブザーバーに文化庁文化財部記念物課文化財調査官などを迎えて「幸神神社のシダレアカシデ」樹勢回復調査委員会が立ち上げられた。この委員会の指導のもとに、日の出町教育委員会が事業実施を担当した。検討委員会は2008年（平成20年）4月20日から2011年（平成23年）1月14日まで、合計7回開催された。
その結果、樹勢不良の最大の原因は西側に生育していた樹木による日照の不足とされた。2010年（平成22年）2月から3月にかけて、日照を阻害していた樹木の伐採と剪定を実施した。この木の周囲には車両が進入するスペースがないため近隣の民家の協力を得て敷地内に25トンのクレーン車を設置し、吊るし切りによる作業を行って33本の樹木を伐採し、6本の樹木を剪定した。この作業によって日照条件は著しく改善し、2010年（平成22年）の枝の伸長量はそれ以前の数年に比べてかなり良くなり樹勢回復の兆しを見せ始めた。
病害虫状況については、樹木病害分野、穿孔虫調査、腐朽菌分野で調査が行われた。樹木病害分野では、枝枯れ症状は病原菌によるものではなく、水分ストレスなどの生理的要因によると推定されたため、周辺環境改善や土壌改良の実施によって軽減されるものと思われた。土壌についてはならたけ病や白紋羽病（しろもんぱびょう）などの発生は認められなかった。枝枯れ症状の発生や土壌改良の実施の際には、専門家の意見を求めることや土壌病害調査実施が助言された。
穿孔虫調査では、たくさんのカミキリムシやキクイムシ等が調査用のトラップにかかった。いずれもこの木の活力が弱ったり枯れたりした部分に入り込んだもので、樹勢に決定的な悪影響を与えたものは見つからなかった。3年間続いた調査から、この木が衰弱していたために多数の穿孔性昆虫類が集まって生活していたことが明らかになった。周辺で日照を阻害していた樹木の伐採と剪定やシロアリ防除目的の殺虫剤散布効果で樹勢回復傾向にあるものの、今後の病害虫発生が否定できないため、毎年5月から7月までのトラップによるモニタリング調査実施が必要とされた。
腐朽菌分野では、2010年（平成22年）12月26日の土壌調査で腐朽菌が繁殖している枝が確認された。そのため腐朽部で枝の切除を実施して調べた結果、腐朽力が強い「アナタケ」であることが判明した。アナタケは2008年度（平成20年度）に切除を実施した大枝でも、繁殖が認められていた。今までの調査によって、この木には頻繁に枯れ枝が発生する傾向が見受けられるため、枯れ枝に腐朽菌が進入した場合、腐朽の進行が極めて速く、他の大枝や幹にまで危険性が及ぶことが指摘された。

## 後継樹と遺伝子保存について
アカシデには、ごくまれにしだれ性の個体が生じるといい、栃木県鹿沼市にある成就院境内や日の出町町内、福生市などにも類似の形態を見せるシダレアカシデが少数存在している。ただし、この木の種子をまいても、ほとんどの苗木はしだれ性を示すことがないといわれる。シダレアカシデを所有する日の出町の古老数人の話を総合すると、これらのシダレアカシデも実生ではなく接ぎ木であり、幸神神社のシダレアカシデから採取した種子を多量にまいた中から、わずかにあったしだれ性を示す苗木を普通のアカシデに「呼び接ぎ」という手法で接ぎ木して成育させたものだということであった。さらに最初に接ぎ木に成功した木から、呼び接ぎの手法を用いた接ぎ木を繰り返して木の数を増やしていったものとの推定がなされた。
森林総合研究所材木育種センターでは、2008年（平成20年）夏に挿し木、2009年（平成21年）と2010年（平成22年）夏に接ぎ木の手法を用いて増殖に取り組んだがいずれも成功しなかった。東京都林業試験場は、1998年（平成10年）9月から翌年8月にかけて、幸神神社のシダレアカシデの原木から冬芽と腋芽を採取した上で組織培養に取り組んだが、すべて枯死してしまった。
シダレアカシデの増殖に成功した事例は、幸神神社のシダレアカシデの子孫とみなされる個体を用いて呼び接ぎによる接ぎ木を行ったものだけである。この理由として、シデ類の穂木がきわめて細く短期間に衰弱するため、通常の挿し木や接ぎ木の手法では成功率が低いことが挙げられている。『「幸神神社のシダレアカシデ」樹勢回復調査報告書』93頁では、「原木周囲での台木の植栽（あるいは鉢植えの台木の持ち込み）が許可されるのであれば、後継樹育成のために「呼び接ぎ」を試みる価値はあるように思われる。」と指摘している。

## 交通アクセス
所在地
- 東京都西多摩郡日の出町大久野2129 幸神神社境内

交通
- JR東日本五日市線武蔵五日市駅から西東京バス福生駅行きほかで幸神下車。または武蔵五日市駅から車で約10分[1][7]。